# Туалатън (град, Орегон)
Туалатън (на английски: Tualatin) е град в окръг Вашингтон, щата Орегон, САЩ. Туалатън е с население от 25650 жители (2006) и обща площ от 20,2 km². Намира се на 37,5 m надморска височина. ЗИП кодът му е 97062, а телефонният му код е 503.